# Nicola Atyinai
Nicola Atyinai († um 1380), in italienischen Quellen auch Nicola Unghero genannt, war ein ungarischer Condottiere und Herzog von Thodi.

## Leben
Atyinai wurde erstmals 1360 in Italien erwähnt, als er in den Dienst des Herrschers von Pisa, Piero Gambacorta, trat. Er wurde jedoch bald entlassen, da man ihn verdächtigte, Gambacorta verraten zu haben. Daraufhin schloss er sich Hanneken von Baumgarten an und zog mit ihm nach Apulien.
Im Jahre 1361 wurde er vom Großseneschall des Königreichs Neapel, Niccolò Acciaiuoli, überredet, für eine Summe von 36.000 Gulden zu den Anjou überzulaufen. Die vereinten Kräfte der Anjou und der Ungarn zwangen Hanneken von Baumgarten zum Rückzug nach Atella. Im Dezember zog ein Großteil der Ungarn unter dem Seneschall der Provence, Folco d’Agoult, in Richtung Provence, um gegen die Gegner des Königs von Neapel, Ludwig von Tarent, zu kämpfen. Nikola folgte ihnen bis nach Florenz, wo er von Niccolo Acciaiuoli überredet wurde, in Apulien gegen den aufständischen Herzog von Andria, Francesco del Balzo, zu kämpfen.
1362 verteidigte er zusammen mit dem Grafen Landau Tortona gegen die Angriffe der Compagnia Bianca von Albert Sterz. Danach kämpfte er mit Luchino dal Verme gegen die Feinde der Visconti. Nach Abschluss der Operation wurde er entlassen und von Kardinal Egidio Albornoz gegen eine monatliche Provision in Ravenna stationiert.
1365 schloss er sich mit Hugh Mortimer de la Zouche und Andrew Belmont der Compagnia Bianca an. In einem Vertrag mit dem Königreich Neapel und dem Kirchenstaat verpflichtete er sich, sechs Monate lang gegen die Compagnia della Stella von Hanneken von Baumgarten und Albert Sterz zu kämpfen. Gleichzeitig versprach er, die Ländereien des Kirchenstaates und des Königreichs Neapel fünf Jahre lang nicht zu plündern. Mit den beiden anderen Condottiere zog er ins Königreich Neapel. Bei Roccasecca geriet die Nachhut in einen Hinterhalt der örtlichen Bauern und erlitt zahlreiche Verluste.
1366 schloss sie sich der Kompanie von Johann von Habsburg an, die sich kurz darauf mit der Compagnia di San Giorgio unter der Führung von Ambrogio Visconti und John Hawkwood vereinigte. Als Ambrogio Visconti in die Lombardei zurückkehrte, löste sich die Compagnia di San Giorgio auf. Nicola Unghero bildete eine kleine Kompanie mit vier Condottieri, zwei Engländern (Thomas Merezal und Ugolino Exton) und zwei Ungarn (Michele di Salla und Nicola Atyinai selbst).
Im Jahre 1368 unterstützte er John Hawkwood im Kampf gegen das päpstliche Heer. In der Schlacht von Arezzo wurde er von Giovanni di Raten, Simone da Spoleto und Flach di Risach besiegt.
Seine letzten bekannten Aktivitäten datieren aus dem Jahr 1373, als er in Maserada sul Piave erwähnt wird. Von dort wurde er nach Padua zurückberufen. Um 1380 starb Nicola Atyinai.